# مارگرت دوم
مارگرته دوم با نام کامل مارگرِته الکساندرینه تورهیلدور اینگرید (به دانمارکی: Margrethe Alexandrine Þórhildur Ingrid) (زادهٔ ۱۶ آوریل ۱۹۴۰) از اعضای خانواده سلطنتی دانمارک است که از پس از مرگ پدرش شاه فردریک نهم در ۱۴ ژانویه ۱۹۷۲ تا زمان کناره‌گیری‌اش در سال ۲۰۲۴ ملکهٔ دانمارک بود. او در زمان کناره‌گیری دیرپاترین رئیس کشور در اروپا بود.
مارگرته به خاطر اشتیاق شدیدش به باستان‌شناسی شناخته شده‌است و در کاوش‌های بسیاری، از جمله در ایتالیا، مصر، دانمارک و آمریکای جنوبی شرکت جسته‌است. او در این علاقه با پدربزرگ فقیدش گوستاو آدولف ششم، که در سال ۱۹۶۲ مدتی را با او به از زیر خاک بیرون آوردن دست‌ساخته‌ها در نزدیکی اتروریا گذراند، مشترک است.
به سال ۲۰۲۱، مارگرته به عنوان فرمانروا، میزبان ۴۲ سفر دولتی رسمی بوده و ۵۴ سفر دولتی خارجی انجام داده‌است. علاوه بر این، ملکه و خانواده سلطنتی سفرهای خارجی متعدد دیگری نیز انجام داده‌اند. حمایت از سلطنت در دانمارک بالا بوده و همچنان در حدود ۸۲٪ است، و محبوبیت شخصی مارگرته نیز بالا است.

## کناره‌گیری از قدرت
مارگرته در ۱۴ ژانویه ۲۰۲۴، به نفع پسرش شاهزاده فردریک از سلطنت کناره‌گیری می‌کند.

## زندگی‌نامه
مارگرته در ۱۶ آوریل ۱۹۴۰ و یک هفته پس از اشغال دانمارک به‌دست نیروهای آلمان نازی در کپنهاگ زاده شد. او دوران جنگ را در کشورش گذراند و به مدرسه‌ای در کپنهاگ رفت. او سپس تحصیلاتش را در دانشگاه‌های کپنهاگ، آرهوس در یوت لاند، کمبریج، مدرسه اقتصاد لندن و سوربن ادامه داد. در ۱۹۵۳ و به دنبال تغییر در قانون اساسی دانمارک که حقّ جانشینی پادشاه را به زنان خانوادهٔ سلطنتی نیز اعطا می‌نمود، مارگریت که بزرگ‌ترین دختر شاه فردریک نهم بود به عنوان وارث تاج و تخت دانمارک
معرّفی شد. بدین ترتیب او پس از رسیدن به ۱۸ سالگی مرتباً در میتینگ‌های مربوط به شورای حکومتی شرکت می‌جست تا برای انجام وظایف آتی خود آماده گردد.
شاهدخت مارگرته در ۱۰ ژوئن ۱۹۶۷ با کُنت هانری دو لابورد دو مونپِزا از دیپلمات‌های فرانسوی ازدواج نمود و کنت هانری به دنبال این ازدواج به شاهزاده هانریک تغییر عنوان یافت. نخستین فرزند آنها، شاهزاده فردریک (ولیعهد دانمارک) در ۲۶ مه ۱۹۶۸ به‌دنیا آمد و دومین پسرشان شاهزاده یواخیم در ۷ ژوئن ۱۹۶۹ زاده شد.
در ۱۴ ژانویهٔ ۱۹۷۲ فردریک نهم درگذشت و مارگریت با عنوان مارگرته دوم ملکهٔ دانمارک شد.

## نگارخانه

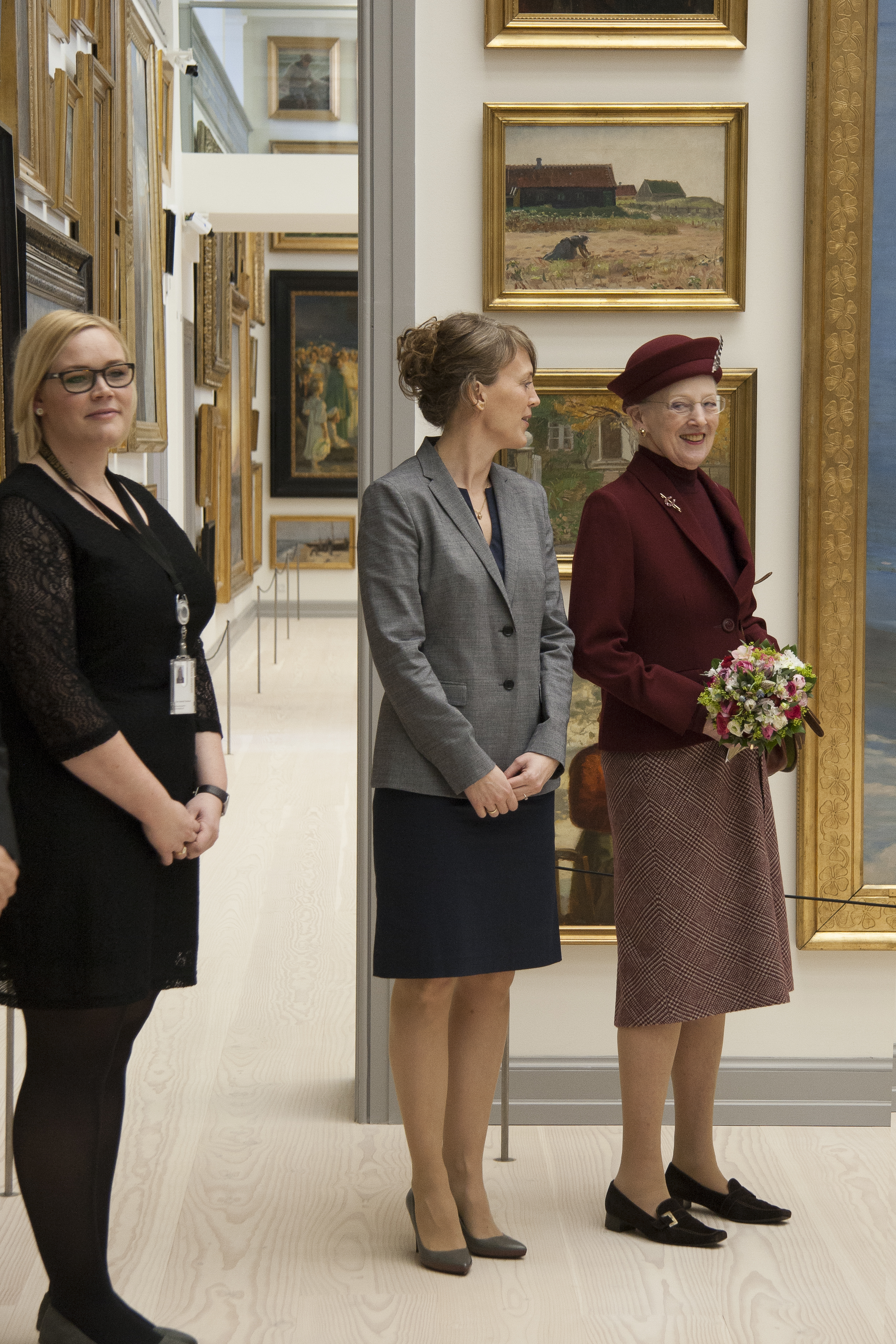
مارگرته دوم در بازدید از موزه اسکاگنز
Royal Standard
نشان سلطنتی مارگارت دوم
نشان شخصی مارگارت دوم
نشان دوگانه مارگارت دوم و همسرش شاهزاده هنریک